# Midland, Western Australia
Midland är en förort till Perth i Australien. Den ligger i kommunen City of Swan och delstaten Western Australia, omkring 14 kilometer nordost om centrala Perth. Antalet invånare är 3 936.